# Se spomniš Dolly Bell?
Se spomniš Dolly Bell? (tudi Se spominjaš Dolly Bell?, [Сјећаш ли се Доли Бел?; Sjećaš li se Doli Bel?] Napaka: {{Jezik-xx}}: Non-latn text (pos $1)/Latn script subtag mismatch (pomoč)) je jugoslovanski komično-dramski film o odraščanju iz leta 1981, ki ga je režiral Emir Kusturica in zanj napisal scenarij skupaj z Abdulahom Sidranom, na katerega istoimenskem romanu tudi temelji. Za Kusturico je to režijski debi. Dogajanje je postavljeno v sarajevsko sosesko poleti leta 1963 okrog šolarja Dina (Slavko Štimac), ki odrašča v senci svojega bolehnega očeta (Slobodan Aligrudić). Potem, ko se spozna s sodobno umetnostjo v bližnjem kinematografu in mladinskem centru, se zaplete še v kriminalno združbo s tem, ko ponudi skrivališče prostitutki iz naslova z vzdevkom Dolly Bell (Ljiljana Blagojević), v katero se zaljubi.
Film je bil premierno prikazan 15. aprila 1981 v jugoslovanskih kinematografih in je naletel na dobre ocene kritikov ter bil izbran kot jugoslovanski kandidat za oskarja za najboljši tujejezični film, toda ni prišel v ožji izbor. Na Beneškem filmskem festivalu je bil nagrajen s srebrnim medvedom za najboljši debitanski film ter nagradama AGIS in Mednarodnega združenja filmskih kritikov, nominiran je bil tudi za glavno nagrado zlati medved. Na Puljskem filmskem festivalu je Sidran prejel zlato areno za najboljši scenarij, na festivalu Filmski Susreti je Aligrudić prejel nagrado za najboljšega igralca, na Mednarodnem filmskem festivalu v São Paulu pa je Kusturica prejel nagrado kritikov.

## Vloge
- Slavko Štimac kot Dino
- Slobodan Aligrudić kot oče
- Ljiljana Blagojević kot Dolly Bell
- Mira Banjac kot mati
- Pavle Vuisić kot stric
- Nada Pani kot teta
- Boro Stjepanović kot Cvikeraš
- Žika Ristić kot Čiča
- Jasmin Celo
- Mirsad Zulić
- Ismet Delahmet
- Jovanka Paripović
- Mahir Imamović
- Zakira Stjepanović
- Tomislav Gelić
- Sanela Spahović
- Fahrudin Ahmetbegović
- Samir Ruznić
- Dragan Suvak
- Aleksandar Zurovac